# Pedregal de Jericó
Pedregal de Jericó är en ort i Mexiko.   Den ligger i kommunen San Miguel de Allende och delstaten Guanajuato, i den centrala delen av landet, 230 km nordväst om huvudstaden Mexico City. Pedregal de Jericó ligger 2 050 meter över havet och antalet invånare är 263.
Terrängen runt Pedregal de Jericó är platt åt sydväst, men åt nordost är den kuperad. Runt Pedregal de Jericó är det ganska tätbefolkat, med 108 invånare per kvadratkilometer. Närmaste större samhälle är San Miguel de Allende, 13,8 km väster om Pedregal de Jericó. Trakten runt Pedregal de Jericó består i huvudsak av gräsmarker.